# Международный теннисный турнир в Брисбене 2010
Международный теннисный турнир в Брисбене 2010 года — ежегодный профессиональный теннисный турнир в серии ATP 250 для мужчин и международной серии для женщин. Соревнования во второй раз проводится на открытых хардовых кортах в Брисбене, Австралия. Турнир прошёл с 3 по 10 января.
Прошлогодние победители:
- мужчины одиночки —  Радек Штепанек
- женщины одиночки —  Виктория Азаренко
- мужчины пары —  Марк Жикель /  Жо-Вилфрид Тсонга
- женщины пары —  Ваня Кинг /  Анна-Лена Грёнефельд

## Соревнования

### Одиночный турнир. Мужчины
Энди Роддик обыграл  Радека Штепанека со счётом 7-6(2), 7-6(7).
- Энди выигрывает свой первый титул ATP в сезоне и 28-й за карьеру.

### Одиночный турнир. Женщины
Ким Клейстерс обыграла  Жустин Энен со счётом 6-3, 4-6, 7-6(6).

### Парный турнир. Мужчины
Жереми Шарди /  Марк Жикель обыграли  Лукаша Длоуги /  Леандра Паеса со счётом 6-3, 7-6(5).

### Парный турнир. Женщины
Андреа Главачкова /  Луция Градецкая обыграли  Мелинду Цинк /  Аранчу Парру Сантонху со счётом 2-6, 6-73, [10-4].
- Цинк впервые в карьере в финале парного турнира и, как и в случае с одиночными турнирами, она проигрывает свой первый финал.
- Чешская пара становится первой, представлявшей одну страну, которая выигрывает парный турнир WTA в сезоне-2010. Для Андреа этот титул становится 5-м, а для Луции — 8-м.